# Faro di Capo Pertusato
Il faro di Capo Pertusato (Fanali di Capu Partusatu in corso) è un faro marittimo che si trova presso la località di capo Pertusato, nel territorio comunale di Bonifacio, all'estremità costiera meridionale della Corsica. La luce è prodotta da una lampada alogena da 1000 watt.

## Storia
Il faro fu progettato nel 1839 e costruito nel 1844, venne definitivamente automatizzato nel 1985.

## Struttura
Si tratta di una torre a sezione quadrata in muratura e pietra, che si eleva al centro di un edificio a pianta rettangolare, che in passato ospitava le abitazioni di due guardiani. Al di sopra della torre si trova la lanterna a sezione circolare.
Presso il faro trova ubicazione la stazione meteorologica di Capo Pertusato, ufficialmente riconosciuta dall'Organizzazione meteorologica mondiale.